# Agersted
Agersted er en mindre by i det østlige Vendsyssel med 541 indbyggere  (2024).
Agersted er beliggende 8 kilometer nordøst for Dronninglund. Byen ligger i Region Nordjylland og hører under Brønderslev Kommune. Agersted er beliggende i Agersted Sogn.

## Historie
Agersted opstod på bar mark der hvor, jernbanen anlagt i 1899 passerede forbi et T-kryds mellem landevejen til Gammel Agersted og en vej mod Voerså. Omkring århundredeskiftet beskrives forholdene således: "Agersted med Pige- og Drengeskole, Missionshuset „Salem“ (opført 1894), Sparekasse (opr. 1/4 1870; 31/3 1898 var Sparernes saml. Tilgodehav. 106,982 Kr., Rentefoden 4 pCt., Reservefonden 15,934 Kr., Antal af Konti 570), Mølle, Markedsplads (Marked i September) og Jærnbanestation". Allerede kort efter anlæggelsen opstod der en lille stationsby: i 1906 havde Agersted 194 indbyggere, i 1911 238 indbyggere og i 1916 310 indbyggere.
I mellemkrigstiden var stationsbyen voksende men efter 2. verdenskrig stagnerede den: i 1921 385 indbyggere, i 1925 440, i 1930 464, i 1935 469, i 1940 522, i 1945 557, i 1950 542, i 1955 535, i 1960 521 og i 1965 516 indbyggere. I 1930 var erhvervssammensætningen: 40 levede af landbrug, 198 af industri og håndværk, 68 af handel, 40 af transport, 7 af immateriel virksomhed, 56 af husgerning, 47 var ude af erhverv og 2 havde ikke angivet oplysninger. Fraværet af både egentlig industri og oplandsrettet virksomhed bidrog til byens stagnation.
I årene op til og under 2. verdenskrig var op mod 90% af Agersteds indbyggere med i DNSAP, det danske nazistparti. Byens daværende dyrlæge var fremtrædende medlem af partiet, og det menes at han har agiteret så godt for sagen, at næsten alle andre i byen sluttede op om nazi-partiet.